# Seppo Häkkinen

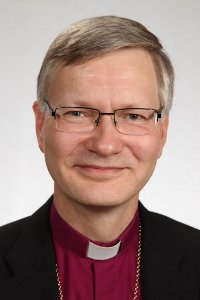
Seppo Häkkinen

Seppo Häkkinen (* 2. Juni 1958 in Kuopio, Finnland) ist ein Bischof des Bistums Mikkeli in der Evangelisch-Lutherischen Kirche Finnlands.

## Leben
Häkkinen studierte nach seiner Schulzeit evangelische Theologie in Finnland. 2009 wurde Häkkinen zum Bischof des Bistums Mikkeli in Finnland gewählt.